# Arbaces
Arbaces era o nome de mais de uma pessoa da antiguidade clássica:

## Fundador do império Medo
De acordo com Ctésias, Arbaces foi um dos generais de Sardanápalo, rei da Assíria e fundador do império Medo por volta de 830 a.C.
Toda a história dos impérios Assírio e Medo de Ctésias é absolutamente fabulosa; seus Arbaces e seus sucessores não são personagens históricos. Mahmoud Omidsalar sugere que "o próprio fato de todos, exceto um dos reis da lista de Ctésias não serem históricos, implica que esses reis eram governantes lendários que pertenciam ao antigo folclore iraniano, e os registros de suas façanhas existiam em alguma forma escrita no século V a.C."
A partir das inscrições de Sargão II da Assíria, sabe-se que um Arbaku de Arnashia foi um dos quarenta e cinco chefes dos distritos medos que prestaram homenagem a Sargão em 713 a.C. Ele era um sátrapa que conspirou contra Sardanápalo e fundou o império Medo nas ruínas do reino assírio.
Arbaces ou Arbaku também é a grafia acádia para o nome do general medo do século VI a.C., Hárpago.

## Comandante medo
Outro Arbaces foi comandante do exército de Artaxerxes II da Pérsia, que lutou contra seu irmão Ciro, o Jovem, em 401 a.C. Ele era um sátrapa da Média.

## Moderno
Arbaces é um personagem de The Last Days of Pompeii, um livro de Edward Bulwer-Lytton na Pompeii Series.